# Los Canelos
Los Canelos es un corregimiento del distrito de Santa María en la provincia de Herrera, República de Panamá. La población tiene 1.575 habitantes (2010).